# Öppet vatten-simning vid världsmästerskapen i simsport 2025 – Lagtävling
Lagtävlingen i öppet vatten-simning vid världsmästerskapen i simsport 2025 avgjordes den 20 juli 2025 vid Sentosa i Singapore.

## Resultat
Tävlingen startade klockan 08:00.
| Placering | Nation               | Simmare                                                                                        | Tid       |
| --------- | -------------------- | ---------------------------------------------------------------------------------------------- | --------- |
| 1         | Tyskland             | Celine Rieder Oliver Klemet Isabel Gose Florian Wellbrock                                      | 1:09.13,3 |
| 2         | Italien              | Barbara Pozzobon Ginevra Taddeucci Marcello Guidi Gregorio Paltrinieri                         | 1:09.15,4 |
| 3         | Ungern               | Bettina Fábián Viktória Mihályvári-Farkas Kristóf Rasovszky Dávid Betlehem                     | 1:09.16,7 |
| 4         | Frankrike            | Clémence Coccordano Marc-Antoine Olivier Inès Delacroix Logan Fontaine                         | 1:09.24,7 |
| 5         | Australien           | Chelsea Gubecka Nicholas Sloman Moesha Johnson Kyle Lee                                        | 1:09.59,3 |
| 6         | Neutrala idrottare B | Margarita Ershova Kseniia Misharina Savelii Luzin Denis Adeev                                  | 1:10.24,0 |
| 7         | Brasilien            | Ana Marcela Cunha Viviane Jungblut Matheus Melecchi Luiz Loureiro                              | 1:10.27,2 |
| 8         | USA                  | Mariah Denigan Brooke Travis Charlie Clark Joey Tepper                                         | 1:12.01,6 |
| 9         | Kina                 | Tian Muran Zhang Jinhou Wang Kexin Lan Tianchen                                                | 1:13.33,2 |
| 10        | Taiwan               | Tsao Jun-yan Lin Jia-shien Teng Yu-wen Cho Cheng-chi                                           | 1:14.57,0 |
| 11        | Kazakstan            | Mariya Fedotova Darya Pushko Galymzhan Balabek Lev Cherepanov                                  | 1:15.00,2 |
| 12        | Sydafrika            | Matthew Caldwell Amica de Jager Kellen Jones Catherine Van Rensburg                            | 1:15.25,2 |
| 13        | Ecuador              | Danna Martínez Esteban Enderica Ana Abad David Farinango                                       | 1:15.30,6 |
| 14        | Singapore            | Chantal Liew Artyom Lukasevits Kate Ona Russel Pang                                            | 1:15.39,0 |
| 15        | Turkiet              | Atakan Ercan Su İnal Selinnur Sade Emre Sarp Zeytinoğlu                                        | 1:15.42,8 |
| 16        | Mexiko               | Diego Obele Sharon Guerrero Alan González Paulina Alanís                                       | 1:15.54,3 |
| 17        | Sydkorea             | Oh Se-beom Park Jae-hun Kim Sue-ah Hwang Ji-yeon                                               | 1:16.01,0 |
| 18        | Thailand             | Ratthawit Thammananthachote Kamonchanok Kwanmuang Chonpasanop Chatwuti Nithikorn Jeampiriyakul | 1:16.37,3 |
| 19        | Hongkong             | Keith Sin Nip Tsz Yin Nikita Lam Chan Tsun Hin                                                 | 1:18.48,6 |
| 20        | Indien               | Prashans Manjunath Hiremagalur Diksha Sandip Yadav Meenakshi Gopakumar Menon Army Pal          | 1:20.59,8 |
| 21        | Namibia              | Nico Esslinger Reza Westerduin Madison Bergh Tristan Nell                                      | 1:22.07,5 |
| 22        | Mongoliet            | Ganzorigtyn Sugar Gongoryn Maidar Amgalangiin Altannar Temüüjingiin Anungoo                    | 1:31.48,7 |
| 23        | Kenya                | Samir Bachelani Aryan Joseph Sera Mawira Maria Bianchi                                         | 1:37.42,7 |